# Blauvac
Blauvac este o comună în departamentul Vaucluse din sud-estul Franței. În 2009 avea o populație de 452 de locuitori.

## Evoluția populației
| An        | 1975 | 1982 | 1990 | 1999 | 2006 | 2009 |
| --------- | ---- | ---- | ---- | ---- | ---- | ---- |
| Populație | 215  | 228  | 274  | 337  | 414  | 452  |